# Cardiopompe
La cardiopompe (Ambu Cardio-pump) est un dispositif améliorant les compressions thoraciques au cours de la réanimation cardiopulmonaire, développé au milieu des années 1990. Il s'agit d'une ventouse que l'on colle sur la poitrine, et munie de poignées dans le but d'effectuer un massage cardiaque amélioré.

## Fonctionnement et efficacité
Les compressions se font en appuyant sur les poignées, et la décompression se fait de manière active en tirant sur les poignées. Cette décompression active permet une ventilation pulmonaire et assure un meilleur retour veineux. Le sauveteur pratiquant les compressions-décompressions thoraciques doit être à genoux sur une couverture pliée à côté du patient, ce qui le surélève, compensant ainsi l'épaisseur du dispositif, et évite des douleurs aux genoux ; ou bien se tenir jambes écartées au-dessus du patient.
Si le bénéfice en matière de circulation a été prouvé, ainsi que l'augmentation du taux de survie à 24 heures, le taux de survie à la sortie de l'hôpital est resté le même que lors de la pratique d'un massage cardiaque externe manuel et l'efficacité du dispositif est contestée. Plusieurs explications ont été avancées :
- l'utilisation de la cardiopompe est éprouvante, elle nécessite des relais plus fréquents ; la perte d'efficacité en résultant annule le gain attendu ;
- la circulation est « trop efficace » et fait bouger le caillot (dans le cas d'un infarctus du myocarde), ce qui rend aléatoire la méthode[2].

Après un engouement pour ce dispositif prometteur, de nombreux organismes cessent de l'utiliser. De plus, une étude a montré que l'utilisation de la cardiopompe pouvait entraîner des lésions dans un nombre significatif de cas (17,4% de lésions cutanées, 3,6% de fractures de côtes et 0,89% d'emphysème sous-cutané d'après cette étude).